# Rozważów
Rozważów (ukr. Розважів, Rozważiw) – wieś na Ukrainie, w rejonie wyszogrodzkim obwodu kijowskiego.
Siedziba dawnej gminy Rozważów w powiecie radomyskim na Ukrainie.